# تردي بيكخان
مُحمَّد بك ذو الفقار خان الشهير بـ«تردي بيگخان»، هو سياسي وقائد عسكري عاش خلال القرن السادس عشر الميلادي في سلطنة مغول الهند، وخدم السُلطانين نصير الدين هُمايون وولده جلال الدين أكبر. كان بيگخان من أخلص القادة للسُلطان هُمايون، فرافقهُ بُعيد انسحابه من الهند أمام تقدُّم قُوَّات شير شاه سوري وانتصارها على المغول، ولازمه طيلة منفاه في فارس، عندما كان بضيافة الشاه  طهماسب بن إسماعيل الصفوي.
قيل أنَّ بيگخان كان مبغوضًا من طرف الجُند والقادة على حدٍ سواء، وأنَّ مقتله على يد بيرم خان كان نتيجة خُنُوعه وجُبنه. واتَّهمه بعض المُؤرِّخين بِأُمُورٍ قبيحة. منها أنَّهُ رفض منح حصانه لِزوجة هُمايون حمیدة بانو بیگم أثناء سفرهم نحو فارس، رُغم أنَّها كانت حاملًا في شهرها الثامن. وقيل أيضًا أنَّهُ أقرض هُمايون مبلغًا من المال وطالبه بِردِّه مُضافًا إليه 20% من الفوائد. واتُّهم أيضًا بالتخلِّي عن العاصمة أغرة حينما حاصرها هيمو البقَّال.
ومن الصعب تصديق هذه الاتهامات أو أخذها على محمل الجد، نظرًا لأنَّها ظهرت بُعيد مقتل بيگخان على يد بيرم خان كما أُسلف، الذي كان يُهيمن على مقدرات الدولة ويسعى لِلقضاء على مُنافسيه من القادة والساسة البارزين. لذا يغلب الظن أنَّ هذه الاتهامات إنَّما ابتدعها بيرم خان لتبرير قتله بيگخان.

### ثبت المراجع(مُرتَّبة حسب تاريخ النشر)
- Sarkar, Jadunath (1960). Military History of India (بالإنجليزية). Orient Longmans. ISBN:9780861251551. Archived from the original on 2022-11-18.{{استشهاد بكتاب}}:  صيانة الاستشهاد: ref duplicates default (link)
- Tripathi, Ram Prasad (1969). Rise and Fall of the Mughal Empire (بالإنجليزية) (2nd ed.). Allahabad: Central Book Depot. Archived from the original on 2023-01-01.{{استشهاد بكتاب}}:  صيانة الاستشهاد: ref duplicates default (link)